# Wat Na Phra Men

Le Wat Na Phra Men (ou Wat Na Phra Meru, Phramane, Phra Main, en thaï วัดหน้าพระเมรุราชิการาม, littéralement « temple en face du crématorium ») est un temple bouddhiste (wat) installé à Ayutthaya, au centre de la Thaïlande. Il a été fondé en 1503 sous le règne de Ramathibodi II puis restauré sous Rama III.

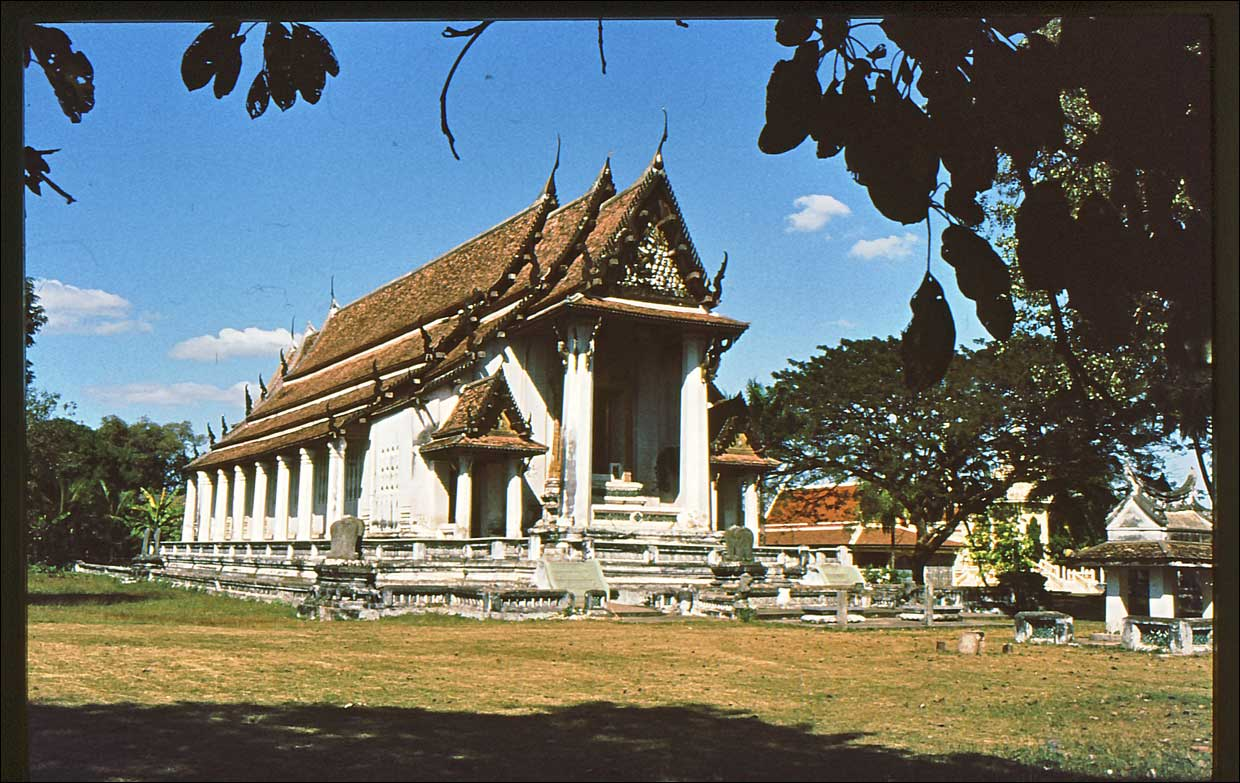
Ubosot de Wat Na Phra Men (1980)

C'est le seul temple à ne pas avoir été détruit lors de l'invasion birmane de 1767. C'est aussi un des rares sites d'Ayutthaya non implanté sur le traditionnel axe est-ouest.

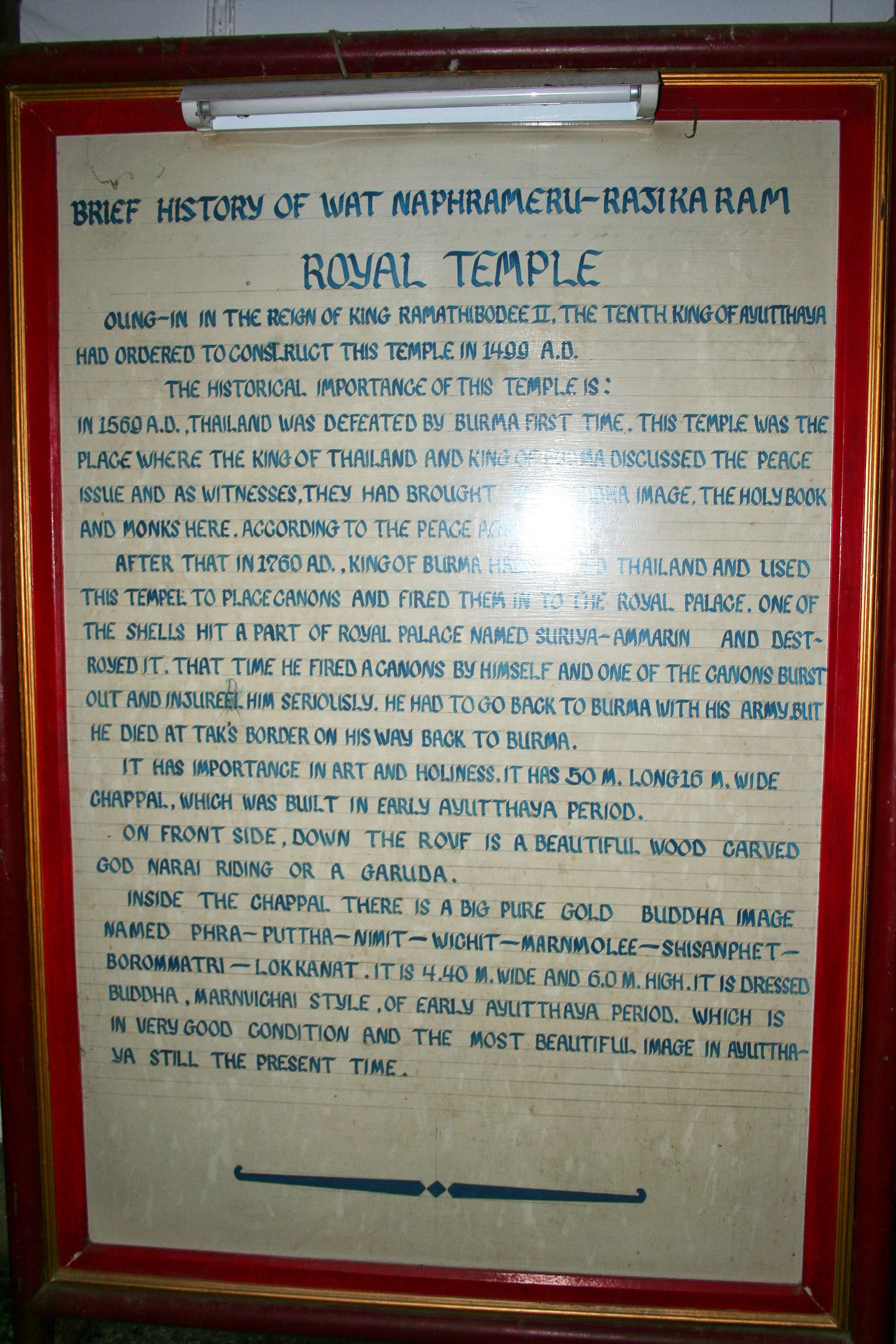
Bref rappel historique (en anglais)

## Galerie

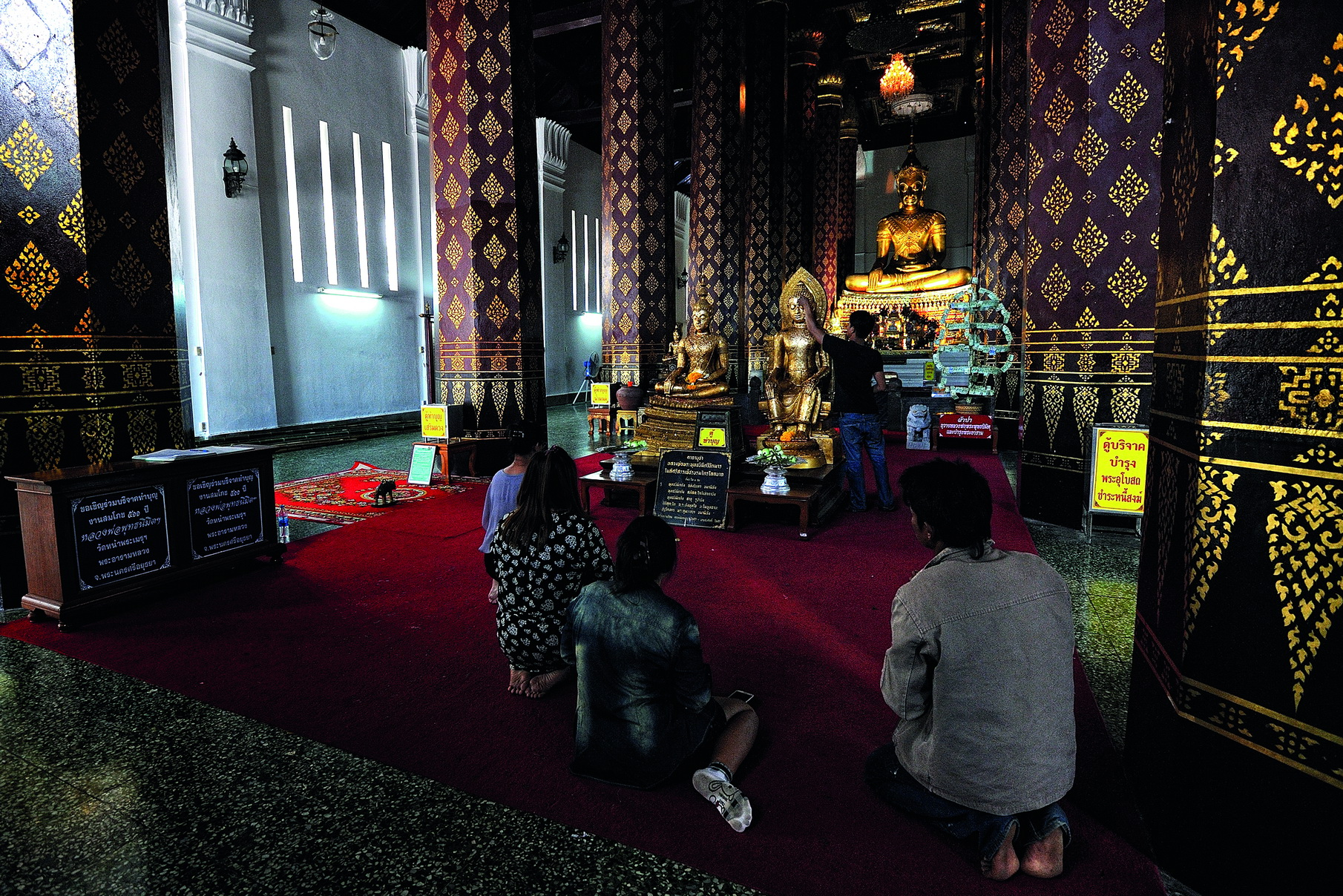
Ubosot (Bot) (50 m de long ; 16 m de large) éclairé par la lumière diffuse des fenêtres à claustra d'inspiration khmère
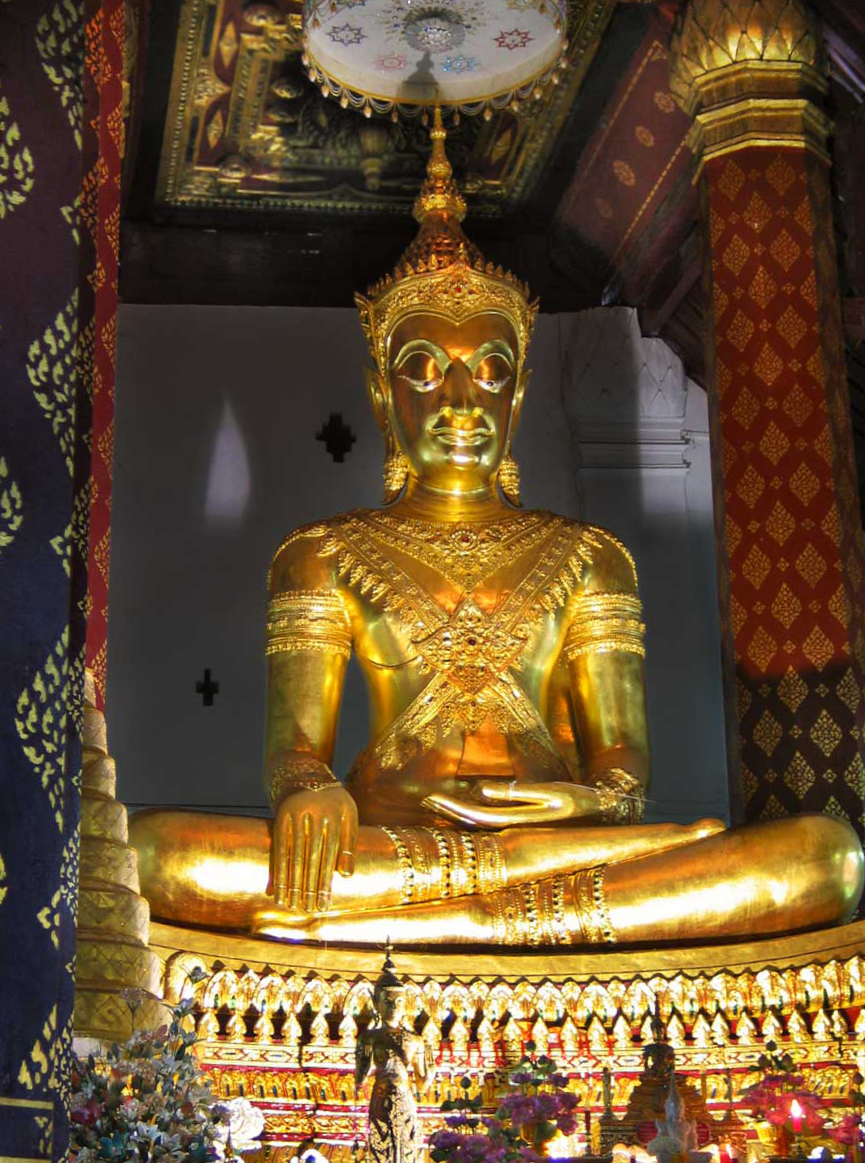
Phra Phuttha Nimit (4,4 m de large ; 6 m de haut), Ubosot
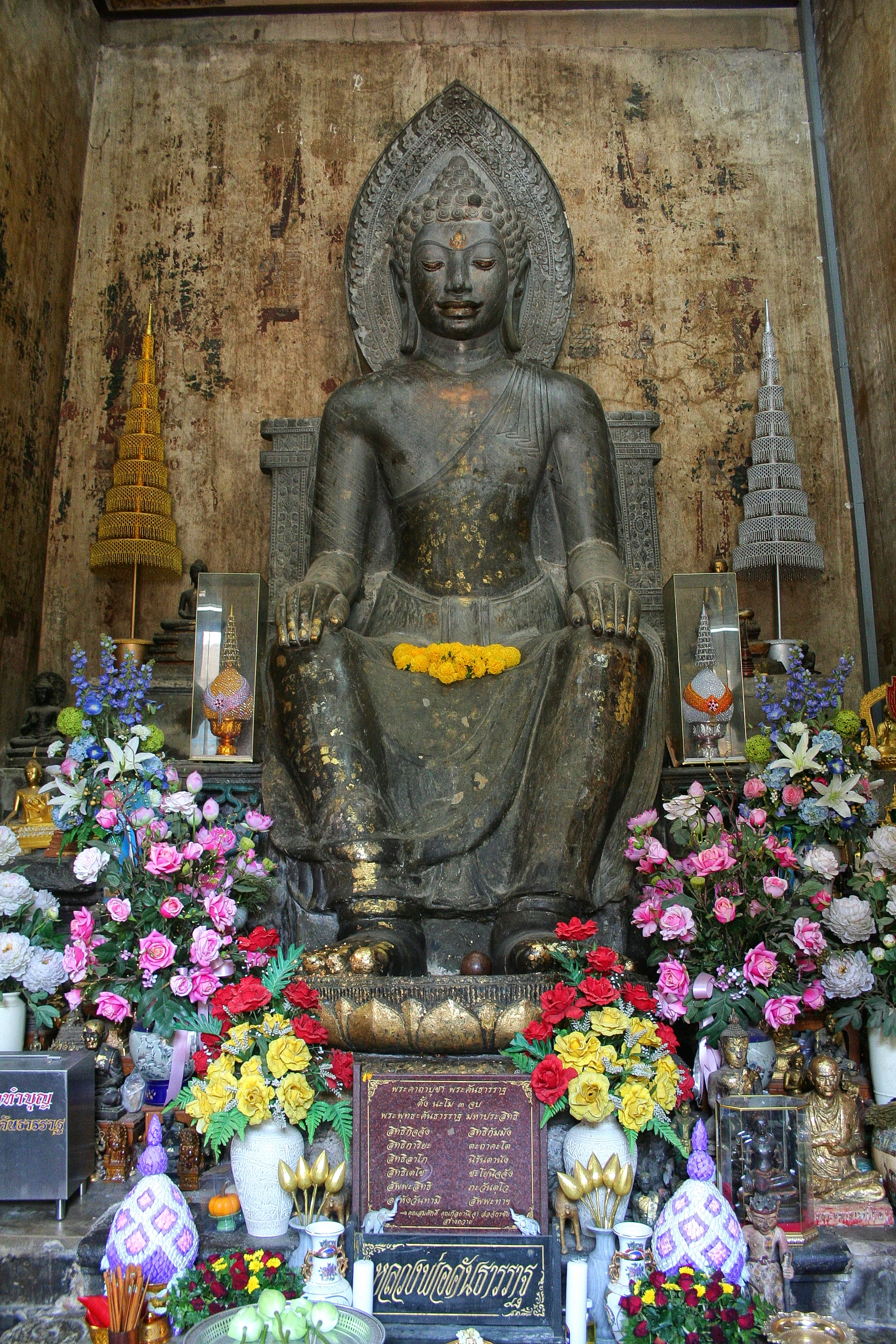
Phra Khantharat, style de  Dvaravati, Wihan Vihan Noi